# بيرات توسون
بيرات توسون (بالتركية: Berat Tosun)‏ (1 يناير 1994 في تركيا - ) هو لاعب كرة قدم تركي في مركز الهجوم. شارك مع منتخب تركيا تحت 20 سنة لكرة القدم ومنتخب تركيا تحت 21 سنة لكرة القدم. أما مع النوادي، فقد لعب مع أوفتاس سبور وغنتشلربيرليغي وبالق أسير سبور.

## وصلات خارجية
- بيرات توسون على موقع الاتحاد الأوربي (الإنجليزية)
- بيرات توسون على موقع اتحاد تركيا (لاعب) (الإنجليزية)
- بيرات توسون على موقع قاعدة بيانات كرة القدم.إي يو (الإنجليزية)
- بيرات توسون على موقع Soccerbase.com (لاعب) (الإنجليزية)
- بيرات توسون على موقع Soccerway.com (الإنجليزية)
- بيرات توسون على موقع عالم كرة القدم.نت (الإنجليزية)